# Лі Хунчжан
Лі Хунчжан (кит. трад.: 李鴻章; піньїнь: Lǐ Hóngzhāng; Вейд-Джайлз: Li3 Hung2-chang1, 15 лютого 1823, Хефей, провінція Аньхой, Імперія Цін — 7 листопада 1901, Пекін, Імперія Цін) — один з найвпливовіших і одіозніших сановників Цінської імперії XIX століття.

## Життєпис
Вперше відзначився при придушенні повстання тайпінів і був в 1867 призначений намісником провінцій Цзянсу і Аньхой. 
У 1868 придушив повстання няньцзюнів, за що був удостоєний жовтої кофти, павичевого пера і звання вихователя спадкоємця престолу.
У 1870 стає намісником столичної провінції Чжилі і осідає в місті Тяньцзінь. Він використовував своє становище, щоб висунутися в число найбагатших людей Китаю: встановив монополію на торгівлю опіумним маком і просував на відповідальні пости своїх родичів.
В останні десятиліття XIX століття вже важко хворий Лі фактично завідував зовнішньою політикою Китаю. Саме він підписав Сімоносекський договір з Японією (1895) і Союзний договір між Російською імперією та Китаєм (1896), внаслідок чого його ім'я стало в китайській історії синонімом принижень епохи нерівних договорів. Згідно мемуарів Еспера Ухтомського, згода Лі підписати договір коштувало російському уряду трьох мільйонів карбованців.
До візиту Лі Хунчжана в Москву був оформлений в китайському стилі Чайний будинок на М'ясницькій. У 1900 він очолював переговори з Альянсом восьми держав щодо реакції на Іхетуаньське повстання. Він же представляв імператрицю Ци Сі при розробці Заключного протоколу.